# Apollophanes (Satrap)
Apollophanes (altgriechisch Ἀπόλλωφάνες; † 325 v. Chr.) war ein Offizier und Statthalter Alexanders des Großen.
Während des Rückmarsches von Indien, der östlichsten Station des makedonischen Asienfeldzuges, besiegte Alexander im Herbst 325 v. Chr. im östlichen Gedrosien den sich feindlich zeigenden iranischen Stamm der Oreiten. Er ernannte sodann Apollophanes zum Satrapen Gedrosiens. Zusammen mit dem Feldherrn Leonnatos wurde ihm eine aus griechischen Söldnern und anderen Einheiten bestehende Armee unterstellt, um die Oreiten militärisch in Schach halten zu können und sichere Landgänge der Flotte des Nearchos zwecks Verproviantierung zu gewährleisten. Außerdem sollte Ora, der Hauptort der Oreiten, in eine makedonische Kolonie umgewandelt werden.
Während Alexander mit dem Großteil seines Heeres durch die Wüste Gedrosiens weiterzog, wobei zahlreiche seiner Männer aufgrund von Hitze sowie Mangel an Wasser und Vorräten starben, kam es wieder zu einer Erhebung der Oreiten. Leonnatus konnte die Revolte zwar niederschlagen; allerdings kam Apollophanes bei den Kämpfen ums Leben. Arrians Behauptung, dass Alexander nach der schließlich trotz aller Widrigkeiten geglückten Durchquerung der Wüste Gedrosiens Apollophanes wegen Nichtbefolgung von Befehlen seines Postens enthoben und durch Thoas ersetzt habe, dürfte auf Verwechslung mit dem sich als unzuverlässig erweisenden und ähnlicher Vergehen beschuldigten Satrapen von Karmanien, Astaspes, beruhen. Der neue Satrap Gedrosiens, Thoas, starb bald an einer Krankheit und seine Stellung übernahm daraufhin Sibyrtios.